# Stade Francisco de la Hera
 (octobre 2019).
Si vous disposez d'ouvrages ou d'articles de référence ou si vous connaissez des sites web de qualité traitant du thème abordé ici, merci de compléter l'article en donnant les références utiles à sa vérifiabilité et en les liant à la section « Notes et références ».
Le Stade Francisco de la Hera (en espagnol, Estadio Francisco de la Hera), est un stade de football situé à Almendralejo (province de Badajoz, Espagne).

## Histoire
Il est inauguré le 9 septembre 1996 et peut accueillir 11 580 spectateurs. C'est dans ce stade que le club d'Extremadura UD joue ses matches depuis 2007. Auparavant, il était utilisé par le CF Extremadura.
L'ancien stade, inauguré en 1951, se situait au même emplacement et pouvait accueillir 6 000 spectateurs. Il est démoli en 1996 et le stade actuel est construit en un temps record de trois mois.